# Osiedle Irys w Chorzowie
Osiedle Irys w Chorzowie – położone w dzielnicy Chorzów Miasto znajduje się w kwartale wyznaczonym ul. Wolności i ul. Strzelców Bytomskich. Na osiedlu tym znajduje się tylko jedna ulica o nazwie Księcia Władysława Opolskiego, a wcześniej marszałka radzieckiego Iwana Koniewa. Na niewielkim obszarze żyje tu w 1056 mieszkaniach blisko 3 tysiące osób.

## Historia i układ osiedla
Osiedle zostało wybudowane w latach 1977-1983.
Na  osiedlu znajduje się 6 bloków. Najwcześniej (w 1977 r.) zbudowano blok o numerze 3 - ma on 14 kondygnacji, znajduje się w nim 168 mieszkań. Drugi z kolei blok o numerze 5 zbudowano w 1978 r. - ma on 14 kondygnacji, znajduje się w nim 168 mieszkań. W 1979 r. zbudowano bloki o numerach 7 i 9, oba bloki mają po 15 kondygnacji, po 180 mieszkań każdy. Kolejny blok o numerze 1 zbudowano w 1982 r. - ma on 15 kondygnacji, znajduje się w nim 180 mieszkań. Ostatnim blokiem, który zbudowano na osiedlu, jest blok o numerze 11. Zbudowano go w 1983 r., ma on 15 kondygnacji, znajduje się w nim 180 mieszkań.
Blok nr 5 został wykonany bez zachowania koniecznego reżimu technologicznego, w efekcie zaczął odchylać się od pionu i stwarzał zagrożenie katastrofą budowlaną. Konieczne było wysiedlenie mieszkańców w celu przeprowadzenia remontu.
Na osiedlu znajdują się dwa boiska do siatkówki, 2 place zabaw oraz ogrodzone betonowe boisko do gry w piłkę nożną.
W blokach znajdują się: sklep zoologiczny, sklep z oknami i drzwiami, trzy zakłady fryzjerskie, biuro podatkowe, szewc, dwa bary, agencja ZUS z biurem podróży, dentysta, dwa sklepy spożywcze, przychodnia lekarska, sklep z wyposażeniem łazienek, gabinet kosmetyczny, sklep z futrami, placówka partnerska banku, siedziba firmy internetowej, szkoła nauki jazdy.

## Parafie
Większość mieszkańców osiedla należy do parafii św. Jadwigi Śląskiej.

## Komunikacja
Wokół osiedla zlokalizowane są przystanki autobusowe i tramwajowe. Na przystanku Chorzów Strzelców Bytomskich kursuje linia autobusowa nr 165 (Katowice-Chorzów) i minibusowa 998 (Chorzów). Na przystanku Chorzów Kościół św. Jadwigi kursują linie tramwajowe, T9 (Bytom- Ruda Śląska -Chorzów), T17 (Ruda Śląska- Świętochłowice -Chorzów), T20 (Chorzów-Katowice) oraz linia minibusowa 998 (Chorzów).